# 唐·汉密尔顿
蒂芬·汉密尔顿（英語：Tephen Hamilton，1978年5月26日—），美国NBA联盟前职业篮球运动员。